# Туристички производ
Туристички производ је један тотални производ, што значи да се састоји од материјализованих производа и услуга, односно од пакета услуга, активности, и догађаја које задовољавају очекивања посетиоца. Под туристичким производом подразумевају се путовања, услуге исхране и смештаја, ручак у ресторану, изнајмљивање аутомобила, паушално путовање и сл. Такође и осунчаност, рељеф, планински пејзаж, културно-историјски споменици, манифестације итд. 

## Елементи туристичког производа
Туристички производ се може састојати од низа различитих елемената који нису увек исти, наиме то зависи од различитих фактора. На пример, могу зависити од потрошача који бира туристички производ и акценат ставља на обиласке културно-историјских споменика, а одбацује услуге спортских активности. Основни елемент туристичког производа су хотелске услуге, али ни оне нису увек исте. Хотели из прве групе су они који нуде базичну услугу и не труде се много око додатних или ванпансионских услуга. Он јасно нуди исхрану и смештај без додатних елеманта, које други, луксузнији хотели имају у својој понуди и они би уједно били и део туристичког производа, док овде нису. Из тог разлога кажемо да зависе од многих фактора и да један туристички производ може бити сачињен од низа раличитих променљивих елемената.
Елементи који чине један пакет туристичког производа дефинишу се као:
- једноставан пакет,
- пакети богатијег садржаја,
- пакет за пословне људе,
- пакет када треба да доминира одмор,
- једнондневни пакети,
- полудневни пакети и сл.

## Фактори креирања туристичког производа
Креирање туристичког производа је сложен задатак, због постојања великог броја учесника, односно носилаца туристичке понуде, чије је парцијалне производе, али и интересе неопходно ускладити. 
Произвођачи сваког парцијалног производа морају да воде рачуна о томе како да сачувају, унапреде, изграде и уграде елементе атрактивности у јединствени производ дестинације. Атрактивност обухвата елементе као што су клима, флора, фауна, манифестације, културно-историјски споменици, антропогени фактори итд. То су изворни фактори који најчешће утичу на мотивацију туриста да посете одређену дестинацију. Креирање туристичког производа се своди на сједињавање свих парцијалних производа претходно споменутих и стварања једног сложеног производа - туристичког производа. Тиме се углавном масовно баве туроператори. Сви туристички производи се стварају у циљу привлачења туриста и остваривања прихода.

### Квалитет и иновирање туристичког производа
Главни задатак туристичког производа јесте задовољење свих потреба његових конзумената и због тога, приликом креирања туристичког производа, а и током његовог спровођења сви чиниоци морају водити рачуна и о најситнијим детаљима у циљу стварања туристичког производа високог квалитета. Све супротно од тога може изазвати велике проблеме који су последица незадовољног корисника. Изузетну важност за квалитет туристичког производа има укључивање креативних и имагинативних кадрова у процес рада. Они треба да буду носиоци нових идеја за туристичке производе. Потрошачи су све захтевнији и због тога је потребно то испратити и уврстити у туристички производ. Квалитет даје предност у односу на конкуренцију.

### Начин промовисања туристичког производа
Туристички производ се као и сви остали производи може рекламирати путем интернета, ТВ-а, новина, радио станица, флајера итд. Најчешћи начин промовисања је преко корисника услуга. "Добар глас далеко се чује, а лош још даље." То је поготво заступљено у туризму.

## Животни циклус туристичког производа
Концепт животног циклуса производа имплицира: да производ има ограничен век трајања и да инвестиције треба повратити у одређеном периоду. Туристички производи на тржишту пролазе кроз чеитири фазе:
- увођење,
- раст,
- зрелост и
- опадање.